# 高松駅 (新潟県)
高松駅（たかまつえき）は、新潟県中蒲原郡村松町（現、五泉市）にあった蒲原鉄道（蒲原鉄道線）の駅。

## 歴史
- 1930年（昭和5年）7月22日：東加茂 - 村松間 (15.2 km) 延伸開業と同時に開業。
- 1985年（昭和60年）4月1日：加茂 - 村松間の廃線により廃駅となる。

## 駅構造
単式ホーム1面1線を有する地上駅で小さい待合室を有する無人駅である。

## 跡地
現在でもその痕跡は残っており、ホームの痕跡や近くに橋台そして小さい橋梁が残っている。

## 隣の駅
蒲原鉄道
蒲原鉄道線
土倉駅 - 高松駅 - 大蒲原駅